# Batalla del puente de Arcole
La Batalla del puente de Arcole fue un enfrentamiento armado librado entre el 15 y 17 de noviembre de 1796 cerca de Arcole (provincia de Verona, al nordeste de la península itálica). Se enfrentaron las tropas de la Primera República Francesa dirigidas por el joven general Napoleón Bonaparte y los soldados del Archiducado de Austria (parte del Sacro Imperio Romano Germánico) a las órdenes de József Alvinczi (barón de Borberek).

## Antecedentes
Un nuevo ejército austríaco, al mando del general Alvinczy, marchó hacia Italia en dos columnas para derrotar a Bonaparte. Tras varios enfrentamientos menores, el francés venció a Alvinczy en Brenta, pero el general galo Claude-Henri Belgrand de Vaubois fue derrotado en Rivoli y La Corona. Esto debilitó a las fuerzas de Bonaparte, quien debió retirarse a Verona. Después de fracasar en tomar Caldiero, Bonaparte decide dejar Verona a cargo del general Charles Édouard Jennings de Kilmaine y marchar al sur para enfrentarse a los austríacos. 

## Batalla

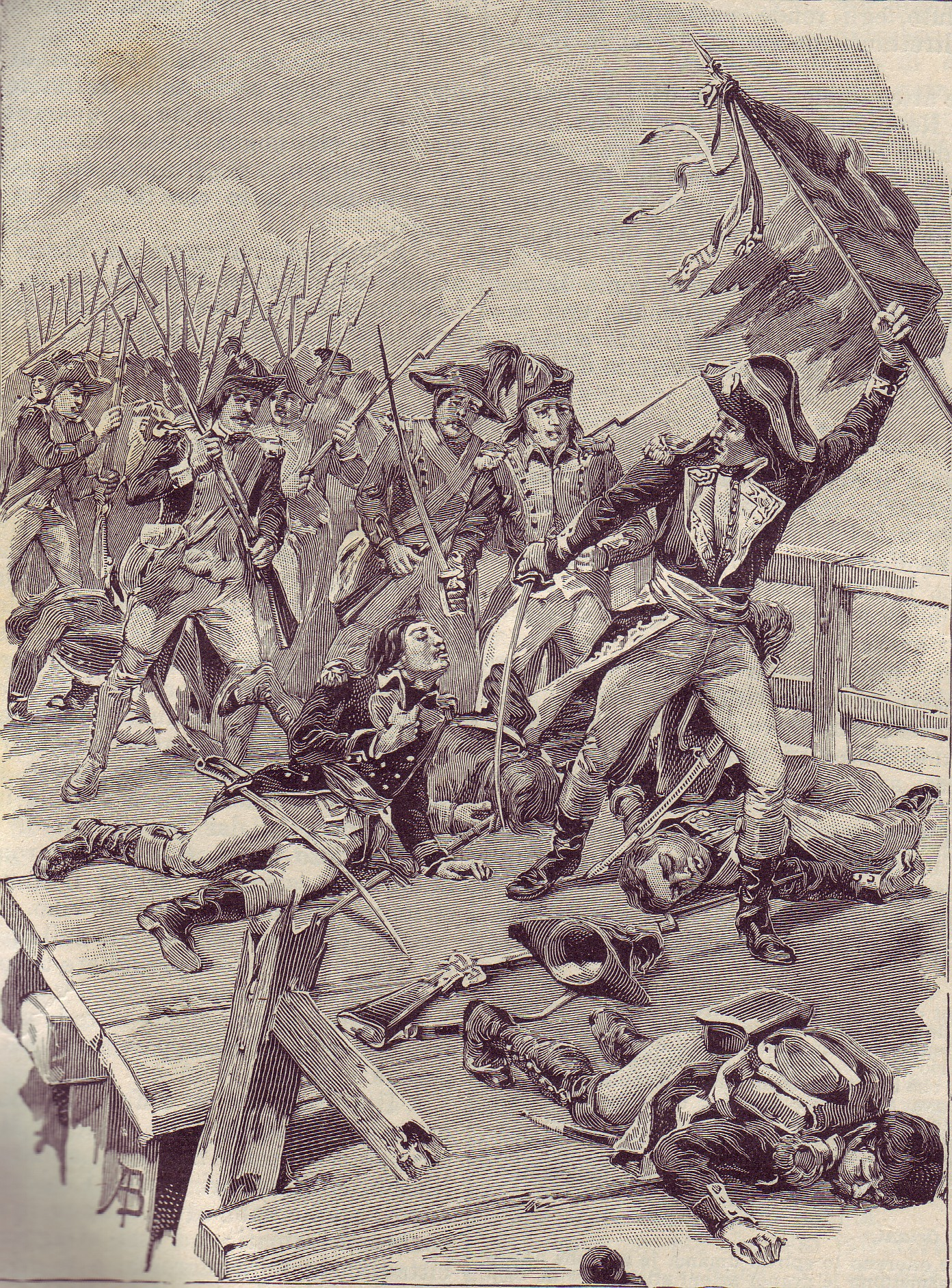
Las tropas francesas cruzando el puente de Arcole en un grabado decimonónico.

El ejército francés llegó a Ronco all'Adige, atravesando el Adigio y siguiendo a su afluente Alpone (14 de noviembre).
Los franceses querían apoderarse de Arcole para cruzar el Alpone por un puente allí. El 15 de noviembre, los hombres del general Pierre François Charles Augereau intentaron avanzar por la ciudad hacia el puente, pero la poderosa artillería austríaca logró rechazarlos. El general André Masséna quedó detenido por los pantanos, su movimiento de pinzas es un fracaso. Se envía al general Augustin-Daniel Belliard a ayudar a Masséna, pero también se empantana. Durante un nuevo asalto, dos batallones de la 58.ª brigada intentaron cruzar el puente bajo las órdenes del general Jean Lannes. Lannes es herido y sus tropas deben retirarse por la poderosa artillería. Augereau llega con tres batallones de refuerzo y junto a Bonaparte se intenta un nuevo asalto. El joven general francés lidera la carga con la bandera en la mano pero son rechazados. Durante este asalto murió Jean-Baptiste Muiron, ayudante de Napoleón, mientras protegía con su cuerpo al comandante.
Al día siguiente, Bonaparte recurre a una estratagema y ordena a todos sus tambores y trompetas que describan un círculo alrededor de la retaguardia del enemigo haciendo todo el ruido posible. Alvinczy, creyendo que los franceses están atacando su retaguardia, deshace su sólida defensa y persigue a los tambores con su ejército, lo que permite a Masséna atravesar el Adigio. Finalmente, el 17 de noviembre, la división de Augereau logra cruzar por otra zona el Alpone y amenaza con rodear a Alvinczy, quien decide retirarse al nordeste.

## Consecuencias
Tras esta victoria, Francia consolida su dominio sobre toda Lombardía. Poco después asedia Mantua y obliga a los austríacos a evacuar la península en febrero de 1797.